# Jeff Noon
Jeff Noon (Droylsden, 24 de noviembre de 1957) es un dramaturgo, guionista y escritor inglés adscrito a los géneros de la ciencia ficción y fantasía. En el año 1994 ganó el Premio Arthur C. Clarke con Vurt (1993), mientras que se le considera dentro del grupo de escritores contemporáneos de ciencia ficción más prominentes del Reino Unido.
Sus primeras cuatro novelas comparten elementos en común que las han llevado ser conocidas comúnmente como la Serie Vurt tras la primera novela; aunque la cronología parte desde Automated Alice, siguiendo con Nymphomation, Vurt y Pollen, los libros se publicaron originalmente como Vurt (1993), Pollen (1995), Automated Alice (1996) y Nymphomation (1997).

## Obras selectas
Novela
- Serie Vurt
  - Vurt (1993)
  - Pollen (1995)
  - Automated Alice (1996)
  - Nymphomation (1997)
- Needle In The Groove (2000)
- Cobralingus (2000)
- Falling Out of Cars (2002)
- Channel Sk1n (2012)
- El rey perdido (2020)

Cuento
- Pixel Juice (1998)

Ficción corta
- Artificially Induced Dub Syndrome (1995)
- Blurbs (1997)